# Domenico Piro
Domenico Piro, conosciuto anche come Duonnu Pantu (Aprigliano, 14 ottobre 1660 – Aprigliano, 1696), è stato un poeta italiano.

## Biografia
I dubbi sulla data di nascita (secondo molte fonti 1664 o 1665) sembrerebbero di recente fugati e la data è fissata al 14 ottobre 1660. È seppellito nella parrocchiale di Santo Stefano, frazione di Aprigliano).
Era nato da una nobile famiglia, ed il padre si chiamava Ludovico. L’abitazione del Piro, sita nella frazione Santo Stefano, era denominata “casa dei Notari” per la professione esercitata da molti della famiglia. Niente sappiamo della sua vita, all’infuori di qualche notizia da accettare con riserva tramandataci dal Gallucci.
Per quanto riguarda la sua educazione nulla o quasi è arrivato fino a noi. Una parte importante della sua breve; esistenza certamente ebbero: il fratello Isidoro, definisce dal Barrio "eruditissimus"; così come i fratelli Donato, cugini del Piro, ed il fraterno amico e letterato Carlo Cosentini (traduttore della Gerusalemme Liberata in dialetto calabrese).
Per via dei suoi componimenti venne incarcerato dall’arcivescovo di Cosenza Gennaro Sanfelice.
Restano tuttora dei dubbi sulla reale identità di Duonnu Pantu.

## Poetica e opere
Primo esponente della poesia dialettale calabrese, con essa Piro, "nella sua immediatezza e spontaneità, esprime motivi popolari, giocosi, scherzosi che si contrappongono a quel tema di muto e rassegnato dolore proprio dall'anima calabrese".
Prete anticonformista, di notevole cultura e di non comune vena poetica, "con lui, seppur sul versante del boccaccesco e del salace erotismo, il dialetto, come lingua poetica autonoma, fa una delle prove più alte per ricchezza d’immaginazione, incisività psicologica, straordinario mimetismo realistico, immediata e fresca trasfigurazione del dato oggettivo della fantasia nella direzione del faceto, del giocoso, del satirico, con una ferma vena polemica verso la letteratura colta, dogmatica, autoritaria, cristallizzata nelle forme e vecchia nei contenuti".
Duonnu Pantu per la scelta dei vocabili nei giorni di mercato scendeva a Cosenza per apprendere "dal parlare del volgo quei vocaboli, quei lazzi e motti arguti, che dovea essere il repertorio del loro parlare”.
L'elemento pornografico - "archetipo dell'estrema licenziosità dialettale calabrese" - è solo un pretesto per impostare un discorso critico che investe tutta la società contemporanea di Duonnu Pantu e il suo travagliato momento storico di passaggio.
Ad esempio, tra le opere attribuite a Duonnu Pantu c'è "La Cazzeide" è un componimento di ventuno ottave. Qui il Pantu paragona il suo secolo (XVII), in cui uomini e donne sono dominati dalla lussuria, alla favolosa età dell'oro, ai tempi di Saturno, quando regnava l'innocenza e l'amore era solo unione spirituale con la persona amata. Il poeta ne incolpa la dea Venere che, offesa più volte da Giunone in collera con lei, punisce le donne condannandole ad una forte eccitazione sessuale. Ogni donna è così alla ricerca frenetica di un compagno per congiungersi carnalmente: non guarda luogo, non fa distinzione di età, di grado, di razza, di condizione sociale. Il marito sa della moglie che lo tradisce e fa finta di nulla, finanche le porta l'amante in casa; così come il fratello ride della sorella da lui sorpresa, mentre fa all'amore.
Nella memoria storica, il personaggio di Duonnu Pantu si ripropone spesso come enigmatico e seducente sia sul piano intellettivo che emotivo; l'assenza di notizie biografie certe ne definiscono e determina un fenomeno “Pantu” i cui versi sono recitati e tramandati oralmente.
La tradizione e la critica letteraria attribuiscono a Duonnu Pantu i seguenti componimenti poetici: Lu mumuriali, La cazzeide, La cunneide, Jisti a de Pinnu, La pruvvista e Briga de li studienti, Fratemma.
Le poesie di Duonnu Pantu sono state oggetto di raccolte postume, tra le quali
- Poesie (Castrovillari, 1896);
- Raccolta di poesie calabre, a cura di Luigi Gallucci (1862)[8]
- Duonnu Pantu, Canti Erotici Calabresi, a cura di Giuseppe Candido e Filippo Curtosi (2011)[9]

La Raccolta di Poesie Calabre contiene le Poesie di Domenico Piro (Duannu Pantu) e di Ignazio e Giuseppe Donato (anch'essi poeti coevi e cugini di Domenico Piro, figli di un fratello della madre), tratte con molta cura da manoscritti e dalla tradizione, e per la prima volta pubblicate nel 1862 a cura del medico apriglianese Luigi Gallucci. I tre cugini, oltre che somministrare sacramenti, sono specializzati in pasquinate, una satira dielettale in versi diretti a pungere i personaggi pubblici o la pubblica moralità, una brigata di uomini colti conosciuti con il nomignolo di gapulieri, ossia criticoni.